# علي بلحاج (مغربي)
الهادي بلحاج بوعبد الله (21 نوفمبر 1961، بركان) سياسي مغربي، الرئيس السابق لمجلس جهة الشرق، ونائب الأمين العام لحزب الأصالة والمعاصرة.

## مسيرته
بعد حصوله على شهادة في الاقتصاد بالدار البيضاء، انتقل إلى الولايات المتحدة حيث حصل على ماجستير في إدارة الأعمال من جامعة كاليفورنيا الجنوبية. بدأ حياته المهنية كمدير لشركة تمويل الاستثمار (CFI)، وهي شركة متخصصة في إعادة هيكلة الشركات. أدار لاحقًا العديد من الشركات في مجال العقارات والزراعة.